# Kaittiainen
Kaittiainen är en kulle i Finland.   Den ligger i den ekonomiska regionen  Rovaniemi ekonomiska region  och landskapet Lappland, i den norra delen av landet, 700 km norr om huvudstaden Helsingfors. Toppen på Kaittiainen är 338 meter över havet.
Terrängen runt Kaittiainen är huvudsakligen platt, men västerut är den kuperad. Kaittiainen är den högsta punkten i trakten. Runt Kaittiainen är det mycket glesbefolkat, med 2 invånare per kvadratkilometer.